# (19456) Pimdouglas
(19456) Pimdouglas (1998 HU5) – planetoida z pasa głównego asteroid okrążająca Słońce w ciągu 3,3 lat w średniej odległości 2,21 j.a. Odkryta 21 kwietnia 1998 roku.